# 香港ディズニーランド・ホテル
香港ディズニーランド・ホテル（英名：Hong Kong Disneyland Hotel;、中名：香港迪士尼樂園酒店）は、香港特別行政区荃湾区・ランタオ島にあるディズニー直営のホテルである。

## 基本情報
- 所在地： 香港荃湾区ランタオ島ペニー湾
- 開業日：2005年9月12日
- 所有：香港インターナショナルテーマパーク
- 経営：香港インターナショナルテーマパーク
- 運営：ディズニー・エクスペリエンス

## 概要
このホテルは、香港ディズニーランドの近くに所在し、建物の内装・外装共に19世紀から20世紀にかけて流行したイギリス・ヴィクトリア朝様式に統一されている。ディズニーの生みの親ウォルト・ディズニーがヴィクトリア時代末に生まれその時代の価値や理想を大切にしていたことからウォルト・ディズニー・ワールド・リゾートのマジック・キングダムをはじめとするディズニーパークのホテルで、ヴィクトリア朝様式が採用されている流れをくんでいる。
「パーク一体型ホテル」ではないため、ホテルから香港ディズニーランドに入園する場合は香港ディズニーランドのメインエントランスに行かなくてはならない。パークとホテル間は24時間無料のシャトルバスが走行し、自由に行き来できる。ホテルに宿泊しているゲストは万が一、香港ディズニーランドが入園制限を掛けていても入園が出来る。
ホテルのメインエントランスは3階から7階までの吹き抜けである。

## 沿革
- 1999年（平成11年）11月2日 - 香港ディズニーランド・リゾート建設発表。
- 2005年（平成17年）2月15日 - ディズニーホテル「香港ディズニーランド・ホテル」の予約が開始。同時に宿泊料金も公式発表。
- 2005年（平成17年）9月12日 - 開業。
- 2007年（平成19年）5月 - 客室内の冷蔵庫内にある飲み物などが有料化された。

## 客室

### ガーデンビュールーム
このホテルで一番スタンダードタイプかつリーズナブルな部屋。

### シービュールーム
ガーデンビュールームより少し高額の部屋。名前の通り、海を眺めることができる。
バルコニー付きの部屋もある。

### ファンタジアルーム
全ての部屋が角部屋で、ガーデンビュールームより少し広めの部屋である。他の部屋とは違い、バスルームとトイレが別々となっている。
一部を除き、バスルームにはジャグジーが付いている。

### キングダムクラブルーム
この部屋はすべて、ホテルのエグゼクティブフロアにあたる7階にある。エレベーターで7階に行くためにはルームキーが必要で、一般ゲストは立ち入ることができない。
ホテルには階段は設置してあるが、7階の扉は非常の場合以外、開閉できない。

### キングダムスイート
この部屋はキングダムクラブルーム同様、7階にある。
このホテルで最高級と言われる客室である。

### ロイ・O・ディズニー・スイート/ウォルト・ディズニー・スイート
The Roy O. Disney Suite/The Walter E Disney Suite
ウォルト・ディズニーとロイ・O・ディズニーに因んで設定された客室。キングダムクラブのフロア（7階）にあるが、一般公開はされていない。
ミニキッチンもついており、長期の滞在にも対応している。

## 宿泊料金
香港ディズニーランド・ホテルでは宿泊時期により、「バリュー」「レギュラー」「ピーク」の3つに区分けされ、宿泊料金が異なる。区分けは公式サイトを参照のこと。
料金は2012年6月11日現在のもので、1泊1室の料金となっている。表示料金のほかにサービス料10%が加わる。
ガーデンビュールーム
バリュー 2100香港ドル／レギュラー 2400香港ドル／ピーク 2900香港ドル／ホリデー 3000香港ドル
シービュールーム
バリュー 2300香港ドル／レギュラー 2600香港ドル／ピーク 3200香港ドル／ホリデー 3300香港ドル
シービュールーム（バルコニー付き）
バリュー 2500香港ドル／レギュラー 2800香港ドル／ピーク 3500香港ドル／ホリデー 3600香港ドル
ファンタジアルーム
バリュー 2800香港ドル／レギュラー 3100香港ドル／ピーク 3700香港ドル／ホリデー 3800香港ドル
キングダムクラブルーム
バリュー 3400香港ドル／レギュラー 4000香港ドル／ピーク 4700香港ドル／ホリデー 4800香港ドル
キングダムスイート
バリュー 6500香港ドル／レギュラー 7000香港ドル／ピーク 7500香港ドル／ホリデー 7500香港ドル

## 施設

### 商品販売施設

#### キングダム・ギフト
香港ディズニーランドで販売されている人気商品やアメニティグッズなどが販売されている。

### 飲料施設

#### クリスタル・ローテス
中華や点心を中心とした料理を堪能出来る。ホテル宿泊者以外でも利用できる。

#### エンチャンテッド・ガーデン・レストラン
ホテルの1階にあり、自分の好きな料理を好きなだけ食べられるブッフェ式のレストランである。
基本的にホテル宿泊者優先での案内となるが、宿泊者以外でも利用が可能である。但し、宿泊者以外の人は多少の待ち時間が発生する場合がある。
このレストランでは料理が堪能出来るほか、ディズニーの仲間達に会うことができるキャラクターダイニングが楽しめる。朝食時にも会うことができ、キャラクターブレックファストが楽しめる。
時間や日によって変わるが、ミッキーマウス・ミニーマウス・ドナルド・グーフィー・プルート・デイジーに会うことができ、グーフィーとプルートはコック姿、デイジーはエプロン姿をしたコスチュームを着ている。
朝食や夕食のほかに昼食も楽しむことが出来るが、昼食は週末のみの営業となるので注意が必要。
事前にケーキの予約をしたゲストで、当日誕生日の場合バースデープログラムが行われる。自分の好きなキャラクターと一緒にケーキカットが出来るというサービスがある。この予約をする場合はホテルでパスポートのチェックが必要。

#### ソーセラーズラウンジ
ホテルのロビーに存在するラウンジ。朝には軽い朝食(トーストやサンドウィッチなど)が食べられる。昼にはアフタヌーンティー・中国茶が味わえる。

#### キングダムクラブ
キングダムクラブルーム及びキングダムスイートに宿泊したゲスト専用のラウンジ。7階に存在する。
朝はブッフェ形式で朝食を楽しむことができ、昼には紅茶や飲料水・クッキーがある。夜にはフルーツや軽い夜食、ワインやチーズを堪能できる。
毎日夜8時には香港ディズニーランドで行われる花火のショー、「ディズニー・イン・ザ・スターズ」をこのラウンジのバルコニーから眺めることができる。音楽も専用スピーカーで流れる。

### 遊戯施設

#### ヴィクトリアン・スパ
プールやジャグジー、スパ、エステなどを楽しむことが出来る。

## チェックイン
チェックインの時間は15時（午後3時）からとなる。チェックイン前にホテルに到着してしまった場合は無料で荷物は預かってもらえる。(貴重品は預かることが出来ない)また香港ディズニーランドのパスポートの購入もここから出来る。
また部屋に入れないもののチェックイン時間前にチェックインを済ませることも出来る。

## チェックアウト
チェックアウトの時間は午前11時までとなっている。チェックアウト後も荷物をベルデスクに預けることができる。